# Karin Mayr-Krifka
Karin Mayr-Krifka (née Knoll le 4 juin 1971 à Sankt Valentin) est une athlète autrichienne, spécialiste des épreuves de sprint.

## Biographie
Elle remporte la médaille d'argent du 200 mètres lors des championnats d'Europe en salle 2002 et 2005.
En 2004, elle obtient la médaille de bronze du 200 m lors des championnats du monde en salle de Budapest.
Ses records personnels sont de 11 s 15 sur 100 m (2003) et 22 s 70 sur 200 m (2002). Elle détient les records d'Autriche du 100 m, du 200 m et du 4 × 100 m.